# HTC Rose
HTC Rose，原廠型號HTC S740，HTC S743，是台灣宏達電公司所推出的智慧型手機，HTC Diamond的Smart Phone版，只是其並不支援觸控操作方式，採用雙鍵盤設計，隱藏有側滑動式QWERTY全鍵盤，2008年8月於歐洲首度發表。客製版本HTC S740，HTC S743，EMobile Emonster S22HT。

## 技術規格
- 處理器：Qualcomm MSM7225 528MHz
- 作業系統：Windows Mobile 6.1 Standard
- 記憶體：ROM：256MB，RAM：256MB
- 尺寸：116.3 毫米 X 43.4 毫米 X 16.3 毫米
- 重量：140g（含電池）
- 功能按鍵：五向導航鍵、通話鍵、斷話鍵、左右功能鍵、主畫面鍵、照相鍵、音量鍵、通訊管理員鍵
- 螢幕：QVGA 解析度、2.4 吋 TFT-LCD 螢幕
- 網路：GSM/GPRS/EDGE/WCDMA/HSDPA
- GPS：配備GPS及A-GPS
- Wi-Fi：IEEE 802.11 b/g
- 藍牙：2.0 with EDR
- 相機：320萬畫素相機，支援自動對焦功能
- 電池：1000mAh充電式鋰或鋰聚合物電池

## 外部連結
- HTC S740 概觀
- HTC S740 技術規格
- HTC S743 概觀[永久]
- HTC S743 技術規格[永久]